# A Lot of Love. A Lot of Blood
A Lot of Love. A Lot of Blood é um EP da banda britânica Florence + the Machine, e foi lançado no dia 28 de abril de 2009 somente nos Estados Unidos.

## Lista de faixas
Lado 1
1. "Dog Days Are Over" – 4:10
2. "Kiss with a Fist" – 2:14

Lado 2
1. "You've Got the Love" – 2:48
2. "Hospital Beds" – 2:11
3. "Dog Days Are Over" (An Optimo (Espacio) Remix) – 6:43